# Arhopala asoka
Arhopala asoka är en fjärilsart som beskrevs av De Nicéville 1884. Arhopala asoka ingår i släktet Arhopala och familjen juvelvingar. Inga underarter finns listade i Catalogue of Life.